# Min mor og flasken
|  | Denne artikel er oprettet af botten PalnaBot ud fra en ekstern database. Den kan derfor have sproglige fejl eller mangler. Denne skabelon kan fjernes efter kontrol af indholdet. |

Min mor og flasken er en film instrueret af Lisa Lamarche, Rune Vistisen.

## Handling
Når flasker står gemt i skabe og skuer, når temperamentet stiger og falder i tide og utide, så ved jeg at min mor har drukket. Lisas mor voksede op med to dybt alkoholiserede forældre, som hun selv agerede forælder for. Hun tørrede op efter deres fuldesyge og passede sin lillebror og huset. Hun lovede sig selv, at hun aldrig ville drikke, når hun selv fik børn. Men sådan gik det bare ikke. I dokumentarfilmen "Min mor og flasken" fortæller både Lisa selv og hendes mor i dag med stort mod og ærlighed om, hvordan det er at være barn af alkoholikere.